# Shoshone (Californië)
Shoshone is een plaats (census-designated place) in de Amerikaanse staat Californië, en valt bestuurlijk gezien onder Inyo County.
De route via Shoshone en de Jubilee Pass Road (wegnr. 178) is een van de toegangswegen tot Death Valley en passeert onder andere het laagste punt van de Verenigde Staten , Badwater.

## Demografie
Bij de volkstelling in 2000 werd het aantal inwoners vastgesteld op 52.

## Geografie
Volgens het United States Census Bureau beslaat de plaats een oppervlakte van
74,4 km², geheel bestaande uit land. Shoshone ligt op ongeveer 483 m boven zeeniveau.

## Plaatsen in de nabije omgeving
De onderstaande figuur toont nabijgelegen plaatsen in een straal van 72 km rond Shoshone.